# Юдин, Григорий Борисович
Григо́рий Бори́сович Ю́дин (род. 10 августа 1983, Фрязино, Московская область) — российский социолог и философ, эксперт по общественному мнению и опросам в России. Кандидат философских наук (2012).
Профессор Московской высшей школы социальных и экономических наук. Занимается исследованиями в области теории демократии и экономической антропологии, автор статей по социологии, философии и антропологии. Обозреватель газеты «Ведомости» и интернет-издания Republic.

## Биография
Григорий Юдин родился в 1983 году в подмосковном Фрязино (в документах местом рождения указана Москва) в семье философа Бориса Григорьевича Юдина и психолога Елены Георгиевны Юдиной.
Получил степень бакалавра и магистра социологии в Высшей школе экономики. В 2012 году в ВШЭ под научным руководством доктора социологических наук, профессора А. Ф. Филиппова защитил диссертацию на соискание учёной степени кандидата философских наук по теме «Феноменологическая редукция в эпистемологии социальной науки» (специальность 09.00.01 — онтология и теория познания). Был старшим научным сотрудником лаборатории экономико-социологических исследований Высшей школы экономики.
С 2015 года обучается на программе PhD in Politics в нью-йоркской Новой школе. Научный руководитель первой в России магистерской программы по политической философии Московской школы социальных и экономических наук.
22 февраля 2022 на портале openDemocracy была опубликована статья Григория Юдина «Putin is about to start the most senseless war in history» (с англ. — «Путин вот-вот начнёт самую бессмысленную войну в истории»), в которой автор спрогнозировал военное вторжение России на Украину и экономические последствия такого шага для России. В этой статье Юдин предположил, что никакие санкции против России «не остановят Москву», а её действия поспособствуют вступлению в НАТО ещё большего количества стран. С 24 февраля заявлял, что идея «денацификации», предложенная Владимиром Путиным, представляется ему самой опасной вещью, имеющей откровенные признаки родства с нацистской логикой.
На антивоенных протестах 24 февраля Григорий Юдин был задержан и без сознания доставлен в ОВД «Южное Медведково», после чего был госпитализирован в НИИ скорой помощи имени Склифосовского.
К сентябрю 2022 года стал стипендиатом Принстонского университета, работает над своей книгой.
19 января 2024 года Министерством юстиции России внесён в список физических лиц «иностранных агентов».

### Родственники
- Отец — Борис Григорьевич Юдин (1943—2017), советский и российский философ.
- Дядя — Эрик Григорьевич Юдин (1930—1976), советский философ, методолог.

### Книги
- Григорий Юдин. Тоска по сообществу. Как объединяются современные горожане // Горожанин. Что мы знаем о жителе большого города?. — М.: Strelka Press, 2017. — С. 100–117. — 216 с. — ISBN 978-5-906264-69-5.
- Григорий Юдин. Общественное мнение, или Власть цифр. — СПб.: Издательство Европейского университета в Санкт-Петербурге, 2020. — 174 с. — ISBN 978-5-94380-294-2.
- Григорий Юдин. Введение // Жизнь в долг: Моральная экономика долговых практик в жизни сообществ в России / Науч. ред. Григорий Юдин. — М.: Издательство ПСТГУ, 2020. — С. 9–37. — 232 с. — ISBN 978-5-7429-1338-2.

### Статьи

#### На русском языке
- Юдин Г. Б. Миро-системный подход к марксистскому анализу социальной стратификации // Экономическая социология. — 2006. — Т. 7, № 1. — С. 92—110.
- Юдин Г. Б. Рынки как поля: попытка реконцептуализации // Экономическая социология. — 2006. — Т. 7, № 4. — С. 27—42.
- Юдин Г. Б. Территориальная локализация и уровень неответов в массовом ответе // Социологический журнал. — 2008. — № 1. — С. 49—72.
- Юдин Г. Б. Перформативность в действии: экономика качеств М. Каллона как парадигма социологического анализа рынков // Журнал социологии и социальной антропологии. — 2008. — Т. 11, № 4. — С. 47—58.
- Юдин Г. Б. Смысл самоубийства // Социологическое обозрение. — 2009. — Т. 8, № 2. — С. 80—93.
- Юдин Г. Б. Рефлексивная социология между действительностью и недействительностью // Социологический журнал. — 2009. — № 3. — С. 96—117.
- Юдин Г. Б. Иллюзия научного сообщества // Социологическое обозрение. — 2010. — Т. 9, № 3. — С. 57—84.
- Юдин Г. Б. «Экономическое» и «социальное»: автономия сфер и дисциплинарные границы // Вопросы экономики. — 2010. — № 8. — С. 54—71.
- Юдин Г. Б. Теоретические основания исследования экономического знания // Экономическая социология. — 2011. — Т. 12, № 4. — С. 13—32.
- Юдин Г. Б. Объективация и объективность в эпистемологии П. Бурдье // Социологический журнал. — 2011. — № 2. — С. 5—20.
- Ссорин-Чайков Н. В., Юдин Г. Б. Социальная и экономическая антропология // Экономическая социология. — 2012. — Т. 13, № 2. — С. 122—143.
- Кирчик О. И., Юдин Г. Б. Социально-исторический анализ экономического знания // Экономическая социология. — Т. 13, № 1. — С. 105—116.
- Юдин Г. Б. Коллективное и индивидуальное в философской антропологии Э. Дюркгейма // Социологическое обозрение. — 2013. — Т. 12, № 2. — С. 122—132.
- Юдин Г. Б., Колошенко Ю. А. Стратегии производства туристического опыта в малом городе: локальное сообщество и символическое конструирование в городе Мышкин // Лабиринт. Журнал социально-гуманитарных исследований. — 2014. — № 5. — С. 5—14.
- Юдин Г. Б. Понятие действительности и методология гуманитарного познания в философии науки Г. Риккерта // Историко-философский ежегодник. — 2014. — С. 175—204.
- Юдин Г. Б. Эксперимент под внешним управлением: риторика и репрезентация крымского мегаопроса // Мониторинг общественного мнения: экономические и социальные перемены. — 2014. — № 2 (120). — С. 53—56.
- Павлюткин И. В., Юдин Г. Б. Сообщество как данность и сообщество как процесс: стратегии изучения малых городов // Laboratorium: журнал социальных исследований. — 2015. — Т. 6, № 3. — С. 88—105.
- Максимова А. С., Павленко Е. С., Павлюткин И. В., Юдин Г. Б. Социологическая экспедиция как исследовательская практика и форма обучения полевой работе // Laboratorium: журнал социальных исследований. — 2015. — Т. 6, № 2. — С. 162—170.
- Юдин Г. Б. Моральная природа долга и формирование ответственного заемщика // Вопросы экономики. — 2015. — № 3. — С. 28—45.
- Юдин Г. Б. Субъект глазами объекта: политическая антропология полевой социологии // Социология власти. — 2016. — Т. 28, № 4. — С. 57—82.
- Юдин Г. Б. Позиция философа в феноменологии Гуссерля и критике Финка // Логос. — 2016. — Т. 26, № 1 (110). — С. 108—117.
- Юдин Г. Б., Орешина Д. А. Дарообмен и регуляция потребительского кредитования в сообществах: случай православных приходских общин // Социологический журнал. — 2016. — Т. 22, № 2. — С. 110—134.
- Юдин Г. Б. Рецензия на книгу: Хабермас Ю. Структурная трансформация публичной сферы: Исследования относительно категории буржуазного общества (2016) // Философия. Журнал Высшей школы экономики. — 2017. — Т. 1, № 1. — С. 123—133.
- Юдин Г. Б. Вопрос доклада и доклад как вопрос (вводная заметка) // Историческая экспертиза. — 2017. — № 3. — С. 27—30.
- Юдин Г. Б. Человек экономический как проблема политической философии // Человек. — 2017. — № 4. — С. 67—80.
- Емельянов Н. Е., Юдин Г. Б. Структурная позиция священника в системах дарообмена // Социологическое обозрение. — 2018. — Т. 17, № 3. — С. 9—29.
- Юдин Г. Б. Утилитаризм и коммунитаризм: два подхода к проблеме биотехнологического улучшения человека // Вопросы философии. — 2018. — № 5. — С. 114—124.
- Юдин Г. Б. Коммунитаристский критерий для биоэтики // Этическая мысль. — 2019. — Т. 19, № 1. — С. 36—48.
- Юдин Г. Б. «Генетическое тело»: политика генетического редукционизма в современном естествознании // Человек. — 2019. — Т. 30, № 6. — С. 100—111.
- Юдин Г. Б. Россия как плебисцитарная демократия // Социологическое обозрение. — 2021. — Т. 20, № 2. — С. 9—47.
- Филиппов А. Ф., Юдин Г. Б., Крастев И., Чернышев С. Б. Глеб Павловский. Памяти человека политического // Социологическое обозрение. — 2023. — Т. 22, № 1. — С. 197—205.

#### На иностранных языках
- Yudin G. Magic of the gift in the workplace: Reply to Dodlova and Yudkevich (англ.) // Human Resource Management Review. — 2010. — Vol. 20, no. 2. — P. 168—171.
- Yudin G., Pavlyutkin I. Recording the Ambiguity: The Moral Economy of Debt Books in a Russian Small Town (англ.) // Cultural Studies. — 2015. — Vol. 29, no. 5—6. — P. 807—826.
- Yudin G. Sociology as a Naïve Science: Alfred Schütz and the Phenomenological Theory of Attitudes (англ.) // Human Studies. — 2016. — Vol. 39, no. 4. — P. 547—568.
- Yudin G. Governing Through Polls: Politics of Representation and Presidential Support in Putin's Russia (англ.) // Javnost — The Public. — 2020. — Vol. 27, no. 2. — P. 2—16.
- Yudin G. Against the Tyranny of Truth (англ.) // Russian Sociological Review. — 2023. — Vol. 22, no. 1. — P. 9—28.

## Высказывания
- …Пример с лекарствами. Вроде бы технологический прогресс должен был дать им возможность бороться с множеством заболеваний, но мы знаем, что реально фармацевтический капитализм работает на крупных производителей лекарств, которые заинтересованы совсем в другом: подчас — в том, чтобы болезнь воспроизводилась[12].

### Интервью
- Григорий Юдин: «Это диверсия против страны» // «Скажи Гордеевой» на YouTube. 8 апреля 2022.
- Григорий Юдин и Лев Шлосберг: «Кому на Руси жить хорошо» / Люди мира // ГражданинЪ TV. 31 января 2024.